# Friedrich Welwitsch
Friedrich Martin Josef Welwitsch, född den 25 februari 1806 i Maria Saal, Kärnten, död den 20 oktober 1872 i London, var en österrikisk naturvetenskaplig forskningsresande. Auktorsnamnet Welw. kan användas för Friedrich Welwitsch i samband med ett vetenskapligt namn inom botaniken; se Wikipediaartiklar som länkar till auktorsnamnet.
Welwitsch skrev Beiträge zur kryptogamischen Flora Unteröstreichs (1834, prisbelönt av staden Wien) och blev medicine doktor 1836. Han utsändes 1839 av württembergska reseföreningen att utforska Azorernas och Kap Verdeöarnas flora, men stannade i Portugal, där han blev föreståndare för Lissabons och Coimbras botaniska trädgårdar, hopbragte ofantliga samlingar av landets flora och utgav Genera phycearum Lusitaniæ (2 band, 1850, upptagande 250 nya alger) med mera. Av portugisiska regeringen utsågs han 1850 till vetenskaplig medlem av en expedition till kolonierna i västra Afrika, dit han anlände 1853. Han undersökte Angola till 1859 och därefter Benguela, där han upptäckte den märkvärdiga Welwitschia mirabilis (eller Tumboa bainesii; båda namnen gavs av Joseph Dalton Hooker). Welwitsch återvände till Lissabon 1861 och överflyttade 1863 till London. Sina resor skildrade han i brev och uppsatser samt i Sertum Angolense (1869).